# Damian Szymański
Damian Szymański, född 16 juni 1995, är en polsk fotbollsspelare som spelar för AEK Aten.

## Klubbkarriär
I januari 2020 lånades Szymański ut av Achmat Groznyj till AEK Aten på ett låneavtal över resten av säsongen 2019/2020. Den 30 juni 2020 blev det en permanent övergång till AEK Aten för Szymański som skrev på ett fyraårskontrakt.

## Landslagskarriär
Szymański debuterade för Polens landslag den 7 september 2018 i en 1–1-match mot Italien, där han blev inbytt i den 55:e minuten mot Mateusz Klich.
Damian Szymański blev uttagen till Polens trupp i EM i fotboll 2024 men fick ingen speltid i turneringen.